# Gentleman z rewolwerem
Gentleman z rewolwerem (ang. The Old Man & the Gun) – amerykańska komedia kryminalna z 2018 roku w reżyserii Davida Lowery’ego, wyprodukowany przez wytwórnię Fox Searchlight Pictures. Główne role w filmie zagrali Robert Redford, Casey Affleck, Danny Glover, Tika Sumpter, Tom Waits i Sissy Spacek.
Premiera filmu odbyła się 31 sierpnia 2018 podczas Festiwalu Filmowego Telluride. Miesiąc później, 28 września, obraz trafił do kin na terenie Stanów Zjednoczonych. W Polsce premiera filmu odbyła się 16 listopada 2018.

## Fabuła
Forrest Tucker (Robert Redford) zaczął kraść, kiedy miał piętnaście lat. Osiemnaście razy skazany na więzienie uciekał zza krat trzydzieści razy tylko po to, żeby znów rabować banki. Teraz Tucker jest u schyłku przestępczej kariery, ale wcale nie zamierza zmieniać stylu życia. Razem z najlepszymi kumplami Teddym Greenem (Danny Glover) i Wallerem (Tom Waits) planuje kolejny napad na bank. Pewnego dnia Forrest spotyka wdowę Jewel (Sissy Spacek) i zakochuje się w niej z wzajemnością. Tymczasem ambitny policjant John Hunt (Casey Affleck) za wszelką cenę chce wsadzić Tuckera za kratki.

## Obsada
- Robert Redford jako Forrest Tucker
- Casey Affleck jako John Hunt
- Sissy Spacek jako Jewel
- Danny Glover jako Teddy Green
- Tika Sumpter jako Maureen Hunt, żona Johna
- Tom Waits jako Waller
- Elisabeth Moss jako Dorothy
- Isiah Whitlock, Jr. jako Gene Dentler
- Keith Carradine jako kapitan Calder
- John David Washington jako porucznik Kelley
- Augustine Frizzell jako Sandrine

## Odbiór

### Krytyka
Film Gentleman z rewolwerem spotkał się z pozytywną reakcją krytyków. W serwisie Rotten Tomatoes 90% ze stu czterdziestu sześciu recenzji filmu jest pozytywna (średnia ocen wyniosła 7,5 na 10). Na portalu Metacritic średnia ocen z 43 recenzji wyniosła 79 punktów na 100.